# 임재현 (농구인)
임재현 (1977년 4월 17일 ~ )은 대한민국의 농구선수,농구코치이다.

## 학력
- 개원초등학교
- 배재중학교
- 배재고등학교
- 중앙대학교

## 경력
- 2000년 ~ 2007년 : 서울 SK나이츠선수
- 2007년 ~ 2014년 : 전주 KCC 이지스 선수
- 2014년 ~ 2016년 : 고양 오리온스 선수
- 2016년 : 고양 오리온스 코치

## 수상
- 1995년 제20회 협회장기 전국남녀중고농구대회 우수상
- 1996년 농구대잔치 신인상
- 1999년 MBC배 대학 연맹전 MVP, 어시스트상
- 2012년 ~ 2013년 KB국민카드 프로농구 페어플레이상